# Les Combattants
Les Combattants es una película francesa dirigida por Thomas Cailley en 2014 proyectada en el Festival de Cannes ese mismo año. Tuvo nueve nominaciones en los Premios Cesar y fue ganadora en tres categorías, incluida la de Mejor Actriz para Adèle Haenel, quien la protagonizó junto a Kévin Azaïs.

## Sinopsis
Entre sus amigos y el negocio familiar, el verano del joven Arnaud parece que será tranquilo… hasta que conoce a Madeleine, tan bella como arisca, un bloque de músculos tensos y catastróficas profecías. Él no espera nada, ella se prepara para lo peor. Él se toma la vida con calma, con una sonrisa. Ella sólo piensa en hacer el curso para entrar en el ejército y él decide también hacerlo. Mientras están en el curso, son entrenados y ambos desarrollan una gran experiencia, los que los llevara a fugarse y ver lo que sucederá con ellos en el futuro.

## Reparto
- Adèle Haenel como Madeleine.
- Kévin Azaïs como Arnaud Labrède.
- Antoine Laurent como Manu Labrède.
- Brigitte Roüan como Hélène Labrède.
- William Lebghil como Xavier.
- Thibault Berducat como Victor.
- Nicolas Wanczycki como el teniente Schliefer.
- Frederic Pellegeay como el rector.
- Steve Tientcheu como el ayudante Ruiz.
- Franc Bruneau como el hombre de la funeraria.

## Premios y nominaciones
| Año  | Categoría              | Resultado |
| ---- | ---------------------- | --------- |
| 2014 | Mejor primera película | Ganadora  |

| Año  | Categoría                 | Persona                                              | Resultado |
| ---- | ------------------------- | ---------------------------------------------------- | --------- |
| 2015 | Mejor película            | Mejor película                                       | Nominada  |
| 2015 | Mejor dirección           | Thomas Cailley                                       | Nominado  |
| 2015 | Mejor actriz              | Adèle Haenel                                         | Ganadora  |
| 2015 | Mejor esperanza masculina | Kévin Azaïs                                          | Ganador   |
| 2015 | Mejor guion origina       | Thomas Cailley y Claude Le Pape                      | Nominados |
| 2015 | Mejor música original     | Benoît Rault, Lionel Flairs y Philippe Deshaies      | Nominados |
| 2015 | Mejor sonido              | Jean-Luc Audy, Niels Barletta y Guillaume Bouchateau | Nominados |
| 2015 | Mejor montaje             | Lilian Corbeille                                     | Nominada  |
| 2015 | Mejor primera película    | Mejor primera película                               | Ganadora  |

| Año  | Categoría      | Persona        | Resultado |
| ---- | -------------- | -------------- | --------- |
| 2015 | Mejor película | Mejor película | Nominada  |
| 2015 | Mejor actriz   | Adèle Haenel   | Nominado  |